# Rembiocha
Rembiocha – wieś w Polsce położona w województwie kujawsko-pomorskim, w powiecie golubsko-dobrzyńskim, w gminie Zbójno.

## Podział administracyjny
W latach 1975–1998 miejscowość administracyjnie należała do województwa włocławskiego.

## Demografia
Według Narodowego Spisu Powszechnego (III 2011 r.) wieś liczyła 235 mieszkańców. Jest szóstą co do wielkości miejscowością gminy Zbójno.

## Pomnik Przyrody
W miejscowości Rembiocha rośnie ponad stuletnia czereśnia. Obwód pierśnicy tego drzewa wynosi 245 cm, wysokość około 15 m, a średnica korony 18m. Czereśnia cieszy się dobrą kondycją i wciąż owocuje.

## Fauna i Flora
Na wschodnim krańcu miejscowości, wzdłuż rzeki Lubianka znajduje się ols okresowo zalewany. W obrębie olsu gniazdują :
czapla biała, zimorodek zwyczajny, bocian czarny, wilga zwyczajna, bielik wschodni, bekas kszyk, czajka i wiele pospolitych gatunków. Rośnie tutaj tojeść pospolita, trzcinnik lancetowaty, jaskier rozłogowy